# Trespass (filme de 2011)
Trespass (Brasil: Reféns / Portugal: Transgressão) é um filme norte-americano de 2011, dirigido por Joel Schumacher, e estrelado por Nicolas Cage e Nicole Kidman.

## Enredo
O filme começa com o empresário e revendedor de diamantes Kyle Miller falando com um cliente por telefone enquanto retorna para sua mansão, sua esposa Sarah e sua filha adolescente Avery. Apesar da encantadora fachada, é evidente que a família é disfuncional e emocionalmente distante: Avery desrespeita seus pais e apesar de ser proibida de fazê-lo, sai escondida de casa para ir a uma festa com sua amiga Kendra. Sarah parece entediada com a vida como dona de casa e anseia por mais em seu casamento, enquanto Kyle parece abrigar uma aversão oculta para sua esposa. Quando Kyle está prestes a sair para uma transação comercial, a casa é subitamente invadida por uma gangue de ladrões disfarçados de policiais. Os ladrões, que consiste em líder Elias, sua namorada Petal, seu irmão mais novo Jonah, e um grande homem intimidante chamado de Ty, que diz a Kyle e Sarah que eles estavam espionando-os por algum tempo e estão cientes das grandes quantidades de dinheiro e diamantes escondidos em sua casa. Eles exigem para Kyle abrir um cofre escondido na parede, mas apesar de receber duras ameaças, ele se recusa, acreditando que ele e Sarah seriam mortos. Sarah, reconhece Jonah através de sua máscara. Através de uma série de flashbacks de Jonah e de uma conversa com Elias, é fortemente implícito que Sarah e Jonah tiveram um caso anterior, quando este último foi contratado como técnico para instalar o sistema de segurança da casa. Sem o conhecimento de Elias, Sarah secretamente rouba uma seringa durante esta conversa.
Tendo deixado a festa em desgosto, Avery volta para casa e também é capturada e levada a seus pais. Elias apela para Kyle, alegando que ele precisa de dinheiro para pagar por um rim para transplantar em sua mãe, se Kyle se recusar a cumprir, ele pegará um dos rins de Avery. Sarah pega Elias desprevenido e prende-o como refém com a seringa. Forçado a um impasse, os ladrões deixam Avery escapar em troca de Kyle abrir o cofre. Ele faz isso, revelando que ele estava completamente vazio. Kyle explica que ele está falido; sua casa e todos os seus bens foram comprados a crédito emprestado. Enfurecido, Elias quebra a mão de Kyle e em vez disso exige compensação material, pedindo os colares de diamantes de Sarah. No entanto, Kyle revela que são réplicas sem valor. Ty recaptura Avery de fora e trá-la de volta para a casa.
Kyle voluntaria-se para o seu próprio rim ser tomado, em vez de sua filha, mas Elias revela que era uma manobra para forçá-lo abrir o cofre. Ty fica impaciente depois de receber um telefonema e comanda Elias se apressar; Kyle percebe que os assaltantes estão coagidos a cometer o assalto contra a sua vontade. Os ladrões então separam a família Miller, com Kyle e Avery sendo amarrados na sala de estar e Sarah sendo perseguida por Jonah na cozinha. Jonah afirma a Sarah que ele ainda a ama e promete que ela e Avery serão deixadas ilesas. Enquanto isso, Kyle usa um isqueiro para queimar ambas as cordas que prendem ele e Avery; eles tentam uma fuga e partem para o sistema de segurança da casa. Depois de uma luta, Kyle consegue injetar uma parte dos produtos químicos da seringa em Ty, fazendo-o cair inconsciente. Pensando que Ty está morto, Elias dispara na perna de Kyle e revela seus verdadeiros motivos: que ele é um vendedor de drogas para um sindicato do crime organizado. Pouco depois de ser dado um emprego para vender 180 mil dólares em cocaína, Elias e Petal foram roubados. Confrontados com ameaças de retaliação, Elias foi forçado a cometer um assalto (sob a supervisão do capanga Ty) para pagar sua dívida. Jonah, que tinha visto anteriormente a residência dos Miller, sugere como um lugar para roubar.
Avery tenta correr para fora da casa novamente, mas é capturada por Jonah. Sob a ameaça de seus pais serem mortos, ela é obrigada a atender uma chamada a partir da empresa de segurança e convence-los com sucesso a cancelar o alerta da polícia. No entanto, um guarda de segurança aparece, com Sarah condenada a fazê-lo sair, mas o guarda de segurança avista Jonah e reconhece-lo como um colega, o que leva a Jonah atirar na cabeça dele. Kyle revela a Elias que a única coisa de valor para ele é o seu seguro de vida. Desesperado e sem opções, Elias se prepara para matar Kyle. No último segundo, Avery lembra do dinheiro que ela viu na casa da festa mais cedo e diz aos ladrões que ela pode ajudá-los a roubá-la se poupar a vida de seu pai. Elias concorda com a proposta e envia Petal para supervisionar Avery enquanto se dirige para a casa da festa (durante uma conversa entre Elias e Petal é revelado que sua filha foi colocada sob cuidados). Embora a ideia inicial de Avery é seduzir Jake e em seguida roubar seu dinheiro, ela fica horrorizada quando Petal começa a proclamar delirantemente que ela planeja massacrar todos os convidados da festa e em seguida tomar o dinheiro. Avery acelera o carro, solta o cinto de segurança de Petal e intencionalmente bate em um poste.
De volta à casa Miller, Sarah descobre que Kyle tinha descoberto uma foto dela beijando Jonah na câmera de segurança e suspeitava há algum tempo que ela tinha sido infiel. Sarah no entanto, insiste que é inocente e só ama Kyle: o mesmo flashback agora é mostrado a partir de sua perspectiva, revelando que Jonah é mentalmente doente e que o suposto amor entre ele e Sarah estava em sua cabeça e o "beijo" tinha ocorrido sem o consentimento de Sarah. Neste ponto, Ty desperta e ataca Sarah. Enfurecido, Jonah aborda Ty e os dois lutam. Enquanto Ty está prestes a estrangular Jonah à morte, Elias atira nele pelas costas por tentar matar seu irmão. Ty revela a Elias que ele tinha planejado tudo o tempo todo:. os "ladrões" roubando sua cocaína no embarque foram realmente colegas da mesma organização do crime e a operação foi realizada a fim de convencer os outros roubarem mais dinheiro para ele. Ty também afirma que Jonah tinha arquitetado o plano inteiro para que ele pudesse ter uma desculpa para voltar à residência Miller e professar seu amor para Sarah.
Por meio do caos, Sarah e Kyle fogem para um galpão atrás da mansão e são perseguidos por Elias e Jonah. Após uma breve luta, os ladrões descobrem uma grande quantidade de dinheiro escondido dentro do galpão; Kyle revela que ele tinha vendido o colar de diamantes real de Sarah e estava guardando o dinheiro como uma reserva para sua família. Enquanto Elias e Jonah começam a recolher o dinheiro, Avery aparece (tendo sobrevivido ao acidente de carro com ferimentos leve) e aponta uma arma para eles. Elias chama de blefe e aponta sua arma para Sarah, mas ele é morto por Jonah. Jonah tenta novamente convencer Sarah para que ela fique com ele, mas ela rejeita suas ofertas. Na tentativa de se sacrificar, Kyle diz a sua esposa e filha para irem enquanto o galpão pega fogo. Ele também dispara no pé de Jonah com uma pistola de pregos, prendendo-o no chão. Enquanto Avery vai chamar a polícia, Sarah tenta ajudar Kyle mas ela é agarrado em um último esforço por Jonah, que está convencido de que é o destino dela morrer junto com ele no fogo. No entanto, Kyle então atira no pescoço dele, fazendo-o cair nas chamas. Sarah, em seguida, carrega Kyle para uma distância segura.
No quintal, Kyle diz para Sarah deixá-lo morrer para que ela e Avery possam sobreviver do seguro de vida, mas ela se recusa, afirmando que ela o ama, com ou sem dinheiro. Avery corre de volta para seus pais, anunciando que a ajuda está finalmente no caminho.[carece de fontes?]

## Elenco
- Nicolas Cage ... Kyle Miller
- Nicole Kidman ... Sarah Miller
- Ben Mendelsohn ... Elias
- Liana Liberato ... Avery Miller
- Cam Gigandet ... Jonah
- Jordana Spiro ... Petal
- Dash Mihok ... Ty
- Emily Meade ... Kendra
- Nico Tortorella .. Jake
- Brandon Belknap ... Dylan
- Terry Milam ... Travis
- Tina Parker ... Operadora de segurança
- David Maldonado ... Segurança
- Nilo Otero ... Sr. Big
- Simona Williams ... Srta. Big
- Gracie Whitton ... Jovem Avery

## Recepção
No agregador de críticas dos Estados Unidos, o Rotten Tomatoes, na pontuação onde a equipe do site categoriza as opiniões da  grande mídia e da mídia independente apenas como positivas ou negativas, o filme tem um índice de aprovação de 11% calculado com base em 76 comentários dos críticos. Por comparação, com as mesmas opiniões sendo calculadas usando uma média aritmética ponderada, a nota alcançada é 3.3/10 que é seguida do consenso: "Outro suspense claustrofóbico que Joel Schumacher pode produzir durante o sono, Trespass é desagradável e agressivo, mais desagradável do que divertido."
Em outro agregador de críticas também dos Estados Unidos, o Metacritic, que calcula as notas das opiniões usando somente uma média aritmética ponderada de determinados veículos de comunicação em maior parte da grande mídia, o filme tem 19 avaliações da imprensa anexadas no site e uma pontuação de 37 entre 100, com a indicação de "revisões geralmente desfavoráveis".